# めざまし天気
『めざまし天気』（めざましてんき）は1994年8月2日から2002年12月27日まで生放送されていたフジテレビの早朝情報番組。

## 概要
『めざましテレビ』の姉妹番組としてスタート。天気予報のほか、ニュース、スポーツ、芸能情報、新聞記事から占い・マジックまであらゆる要素を織り込んだ。
番組開始は1994年8月2日。当初は5:25 - 5:55（JST）の30分番組としてスタート。後に時間変更となり40分→25分→60分→85分→55分となる（後述）。放送時間が85分になる2001年3月まで、フジテレビは『BBCワールドニュース』の時差放送をしていた時期がある。また、55分に短縮したのは『めざましテレビ』の放送時間拡大に伴うものだが、これを機にネット局が大幅に減少した。

## 出演者

### メインキャスター
- 放送開始から1997年9月までは、関戸めぐみ（当時、共同テレビ所属）や西村成代、結城未来（フリーランス）などの女性キャスター1人が日替わりで担当。関東周辺の天気情報とニュースフラッシュ、視聴者からのリクエスト曲のオンエアーなどシンプルな番組構成であった。また、当時ニッポン放送のアナウンサーだった田代優美もレギュラー出演していたこともある。

- 1997年4月の社屋移転から半年はコリドール（渡り廊下）ブースからの放送。10月からは放送時間拡大、V10スタジオからの放送、男女ペアで担当というシフトになる。総じて週前半と後半に担当を分けて放送していた。

- 1997年4月 - 9月は、西野七海（月 - 水）、濱田典子（木・金）が担当。

| 期間      | 期間       | メイン   | メイン     | 男性     | 男性     | 女性       | 女性       |
| 期間      | 期間       | 月 - 水  | 木・金     | 月 - 水  | 木・金   | 月 - 水    | 木・金     |
| --------- | ---------- | -------- | ---------- | -------- | -------- | ---------- | ---------- |
| 1996.4.1  | 1997.3.28  | 武田祐子 | （なし）   | （なし） | （なし） | （なし）   | （なし）   |
| 1997.3.31 | 1997.9.26  | 西野七海 | 濱田典子   | （なし） | （なし） | （なし）   | （なし）   |
| 1997.9.29 | 1998.3.27  | （なし） | （なし）   | 牧原俊幸 | 野島卓   | 松尾紀子   | 佐藤里佳   |
| 1998.3.30 | 1998.10.2  | （なし） | （なし）   | 牧原俊幸 | 野島卓   | 藤村さおり | 佐藤里佳   |
| 1998.10.5 | 1999.3.31  | （なし） | （なし）   | 牧原俊幸 | 野島卓   | 春日由実   | 佐藤里佳   |
| 1999.4.1  | 1999.6.25  | （なし） | （なし）   | 牧原俊幸 | 伊藤利尋 | 宇田麻衣子 | 荒瀬詩織   |
| 1999.6.28 | 2000.3.31  | （なし） | （なし）   | 牧原俊幸 | 伊藤利尋 | 宇田麻衣子 | 大橋マキ   |
| 2000.4.3  | 2001.3.30  | （なし） | （なし）   | 牧原俊幸 | 森昭一郎 | 武田祐子   | 松尾紀子   |
| 2001.4.2  | 2002.3.29  | 勝恵子   | 勝恵子     | 牧原俊幸 | 八馬淳也 | 安藤幸代   | 梅津弥英子 |
| 2002.4.1  | 2002.6.28  | 勝恵子   | 勝恵子     | 牧原俊幸 | 八馬淳也 | 福元英恵   | 梅津弥英子 |
| 2002.7.1  | 2002.9.27  | 勝恵子   | 勝恵子     | 牧原俊幸 | 渡邉卓哉 | 福元英恵   | 梅津弥英子 |
| 2002.9.30 | 2002.12.27 | 勝恵子   | 伊藤由希子 | 牧原俊幸 | 渡邉卓哉 | 福元英恵   | 梅津弥英子 |

備考
- 1997.10 - 1999.3　野島は『めざましテレビ』ニュースキャスターと兼務。
- 1999.4 - 2000.3　伊藤は『めざましテレビ』ニュースキャスターと兼務。
- 勝は『めざましテレビ』メインキャスター小島奈津子の休業時代理を務めた。

### コーナー司会
- 1995.4 - 1997.9　野島卓　（ニュース担当。『めざましテレビ』ニュースキャスターと兼務）
- 不明 - 1997.9　軽部真一　（芸能担当。『めざましテレビ』芸能キャスターと兼務）
- 2001.4 - 2002.12　松尾紀子　（お天気担当。金曜のみ）

## 放送時間の変遷
| 期間    | 期間    | 放送時間                 |
| ------- | ------- | ------------------------ |
| 1994.08 | 1994.09 | 平日 05:25 - 05:55(30分) |
| 1994.10 | 1995.03 | 平日 05:15 - 05:55(40分) |
| 1995.04 | 1997.09 | 平日 05:30 - 05:55(25分) |
| 1997.09 | 2001.03 | 平日 04:55 - 05:55(60分) |
| 2001.04 | 2001.12 | 平日 04:30 - 05:55(85分) |
| 2002.01 | 2002.12 | 平日 04:30 - 05:25(55分) |

## ネット局
| 放送対象地域  | 放送局             | 系列           | 備考                     |
| ------------- | ------------------ | -------------- | ------------------------ |
| 関東広域圏    | フジテレビ         | フジテレビ系列 | 制作局                   |
| 宮城県        | 仙台放送           | フジテレビ系列 |                          |
| 山形県        | さくらんぼテレビ   | フジテレビ系列 | 1997年4月開局から        |
| 長野県        | 長野放送           | フジテレビ系列 | 1994年10月からネット開始 |
| 静岡県        | テレビ静岡         | フジテレビ系列 |                          |
| 中京広域圏    | 東海テレビ         | フジテレビ系列 |                          |
| 近畿広域圏    | 関西テレビ         | フジテレビ系列 |                          |
| 岡山県 香川県 | 岡山放送           | フジテレビ系列 | 2001年4月からネット開始  |
| 高知県        | 高知さんさんテレビ | フジテレビ系列 | 1997年4月開局から        |
| 福岡県        | テレビ西日本       | フジテレビ系列 |                          |

## 主なコーナー
- ニュース･天気 3分程度
- 新聞チェック
- スポーツ
- 芸能
- めざましセラピー
- 早起き占いカウントダウン - 5:54に放送。天気に合わせてくもりの運勢･雨の運勢など。このコーナーの終了と同時にステブレレスで『めざましテレビ』へ切り替わっていた。

### 企画コーナー
5分程度の企画コーナー。司会のアナウンサーが一人ずつコーナーを持つ。
マッキーの朝からマジック
牧原俊幸担当。
麻雀コーナー
野島卓担当。
めざ天野球部MIX
めざまし天気出演アナを中心に草野球を行う。他局（『あさ天5』など）と対決した事もある。
がんばれ!まいこまいこ
宇田麻衣子担当。いろいろな資格取得に挑戦。
3%に挑戦!
伊藤利尋担当。毎週様々な企画で視聴率3%超えを目指す。
Mr.モリック
森昭一郎担当。森扮する「Mr.モリック」が日本語のアヤを面白おかしく指摘する。
晴れたらイイずゥ
武田祐子、安藤幸代担当。『晴れたらイイねッ!』のパロディ企画。
next HERO
八馬淳也担当。これからブレイクしそうな人を紹介。

## その後の番組
- めざまし新聞（2003年1月 - 3月）
- めざまし新聞for BIZ（2003年4月 - 6月）
- めざビズ（2003年7月 - 9月）
- めざにゅ〜（2003年10月 - 2014年3月）
- めざましテレビ アクア（2014年4月 - 2018年3月）

## 番組に参加した構成作家
筏井正樹、三原治、千﨑淳

## 関連書籍
- めざましセラピー（中野生活文化研究所著、扶桑社、2002年5月）ISBN 978-4594035754